# 基甸·菲爾博士
基甸·菲爾博士是約翰·狄克森·卡爾筆下的虛構偵探。他是1933至1967年間23部長篇小說〔也是數篇短篇）的主角。卡爾是一個差不多整個成人階段都住在英國的美國人；而菲爾博士則是一個住在倫敦郊區的英國人。他被描述成一位體型巨大、留着八字鬍及發福的男人，他穿着一件斗篷及帶着一頂鏟形寬邊帽，走路要用兩根枴杖輔助才走得動。他出場時經常被描述成他把聖誕老人的精神給帶進了房間。早期出場時被稱為辭典編纂家，這個稱呼逐漸消失，取而代之的是被叫作研究英格蘭人飲用啤酒習慣大事記的學者。當然，他是一名業餘偵探，經常被警方叫到協助調查，然後跟其他文學上的偵探一樣拒絕向警方透露他的推理，直至他得一個完全的解為止。他的功績主要是解開密室謀殺或不可能犯罪。
菲爾博士應該是以一個真人為藍本──那個人就是G. K. 卻斯特頓。他跟卡爾一樣，都是偵探小說的名家（布朗神父系列），而他的性格及外表顯然地跟菲爾博士很是相似。
在著名的小說《三口棺材》中的第17章，他發表了同樣著名的「密室講義」，當中描述了多種可以用於犯下看起來是密室殺人或不可能犯罪案件的手法。在演講的過程中，他信口開河地說，他和他的聽眾（這當然了）都是書中的人物。

## 登場作品
- Hag's Nook, 1933
- The Mad Hatter Mystery, 1933
- The Blind Barber, 1934
- The Eight of Swords, 1934
- Death-Watch, 1935
- The Three Coffin, 1935
- The Arabian Nights Murder, 1936
- To Wake the Dead, 1938
- The Crooked Hinge, 1938
- The Problem of the Green Capsule, 1939
- The Probelm of The Wire Cage, 1939
- The Man Who Could Not Shudder, 1940
- The Case of the Constant Suicides, 1941
- Death Turns the Tables, 1942
- Till Death Do Us Part, 1944
- He Who Whispers, 1946
- The Sleeping Sphinx, 1947
- Below Suspicion, 1949
- The Dead Man's Knock, 1958
- In Spite of Thunder, 1960
- The House at Satan's Elbow, 1965
- Panic in Box C, 1966
- Dark of the Moon, 1968